# Gran Premio motociclistico di Finlandia
Il Gran Premio motociclistico di Finlandia è stato una delle prove del motomondiale.

## Storia
La prima volta che venne utilizzata la denominazione di "Gran Premio di Finlandia" fu nel 1932, in occasione della "Eiläintarhanajot" (chiamata anche "Djurgårdsloppet") che era una competizione sia automobilistica che motociclistica che si svolgeva su un circuito a Helsinki. Sempre la stessa corsa venne considerata ufficiosamente quale GP di Finlandia anche al termine della seconda guerra mondiale per le edizioni dal 1948 al 1960.
Dal 1961 il rango di GP di Finlandia passò ad un'altra corsa finnica, il "Pyynikki TT", che era anch'esso già giunto alla ventiquattresima edizione.
Ebbe per la prima volta validità iridata nell'edizione del 1962 del mondiale, in sostituzione del GP di Svezia, e si disputò su un circuito stradale a Tampere; dal 1964 si spostò a Imatra (sempre su un circuito stradale), dove rimase sino all'ultima edizione. Dal 1971 formò praticamente sempre un'accoppiata con la prova disputata a pochi giorni di distanza in Svezia.
Sede durante gli anni di vari incidenti, anche in seguito alla morte del sidecarista scozzese Jock Taylor avvenuta durante l'edizione del motomondiale 1982, dopo ventuno edizioni con validità mondiale, il Gran Premio non venne più disputato.
Il suo ritorno in calendario era previsto per la stagione 2020, dopo trentotto anni di assenza, ma, a causa dell’emergenza sanitaria dovuta alla pandemia da COVID-19, il suo ritorno venne dapprima posticipato alla stagione 2021, successivamente alla stagione 2022 per arrivare fino alla definitiva rinuncia a causa di preoccupazioni degli organizzatori riguardo all'Invasione russa dell'Ucraina e delle sue ripercussioni geopolitiche in Finlandia, paese confinante con la Russia.
Il pilota ad aver ottenuto il maggior numero di successi è Giacomo Agostini, con sedici vittorie tra classe 350 e 500.

## Albo d'oro
| Anno | Circuito | classe 50                       | classe 125                      | classe 250                        | classe 350                     | classe 500                   | classe sidecar                   | Resoconto |
| ---- | -------- | ------------------------------- | ------------------------------- | --------------------------------- | ------------------------------ | ---------------------------- | -------------------------------- | --------- |
| 1962 | Tampere  | Luigi Taveri (Honda)            | Jim Redman (Honda)              | -                                 | Tommy Robb (Honda)             | Alan Shepherd (Matchless)    | -                                | Resoconto |
| 1963 | Tampere  | Hans-Georg Anscheidt (Kreidler) | Hugh Anderson (Suzuki)          | -                                 | Mike Hailwood (MV Agusta)      | Mike Hailwood (MV Agusta)    | -                                | Resoconto |
| 1964 | Imatra   | Hugh Anderson (Suzuki)          | Luigi Taveri (Honda)            | -                                 | Jim Redman (Honda)             | Jack Ahearn (Norton)         | -                                | Resoconto |
| 1965 | Imatra   | -                               | Hugh Anderson (Suzuki)          | Mike Duff (Yamaha)                | Giacomo Agostini (MV Agusta)   | Giacomo Agostini (MV Agusta) | -                                | Resoconto |
| 1966 | Imatra   | -                               | Phil Read (Yamaha)              | Mike Hailwood (Honda)             | Mike Hailwood (Honda)          | Giacomo Agostini (MV Agusta) | -                                | Resoconto |
| 1967 | Imatra   | -                               | Stuart Graham (Suzuki)          | Mike Hailwood (Honda)             | -                              | Giacomo Agostini (MV Agusta) | Enders-Engelhardt (BMW)          | Resoconto |
| 1968 | Imatra   | -                               | Phil Read (Yamaha)              | Phil Read (Yamaha)                | -                              | Giacomo Agostini (MV Agusta) | Fath-Kalauch (URS)               | Resoconto |
| 1969 | Imatra   | -                               | Dave Simmonds (Kawasaki)        | Kent Andersson (Yamaha)           | Giacomo Agostini (MV Agusta)   | Giacomo Agostini (MV Agusta) | Enders-Engelhardt (BMW)          | Resoconto |
| 1970 | Imatra   | -                               | Dave Simmonds (Kawasaki)        | Rodney Gould (Yamaha)             | Giacomo Agostini (MV Agusta)   | Giacomo Agostini (MV Agusta) | Enders-Engelhardt (BMW)          | Resoconto |
| 1971 | Imatra   | -                               | Barry Sheene (Suzuki)           | Rodney Gould (Yamaha)             | Giacomo Agostini (MV Agusta)   | Giacomo Agostini (MV Agusta) | Owesle-Rutterford (Münch-URS)    | Resoconto |
| 1972 | Imatra   | -                               | Kent Andersson (Yamaha)         | Jarno Saarinen (Yamaha)           | Giacomo Agostini (MV Agusta)   | Giacomo Agostini (MV Agusta) | Vincent-Casey (Münch-URS)        | Resoconto |
| 1973 | Imatra   | -                               | Otello Buscherini (Malanca)     | Teuvo Länsivuori (Yamaha)         | Giacomo Agostini (MV Agusta)   | Giacomo Agostini (MV Agusta) | Rahko-Laatikainen (Honda)        | Resoconto |
| 1974 | Imatra   | Juliaan Vanzeebroeck (Kreidler) | -                               | Walter Villa (Harley-Davidson)    | John Dodds (Yamaha)            | Phil Read (MV Agusta)        | -                                | Resoconto |
| 1975 | Imatra   | Ángel Nieto (Kreidler)          | -                               | Michel Rougerie (Harley-Davidson) | Johnny Cecotto (Yamaha)        | Giacomo Agostini (Yamaha)    | -                                | Resoconto |
| 1976 | Imatra   | Juliaan Vanzeebroeck (Kreidler) | Pier Paolo Bianchi (Morbidelli) | Walter Villa (Harley-Davidson)    | Walter Villa (Harley-Davidson) | Pat Hennen (Suzuki)          | -                                | Resoconto |
| 1977 | Imatra   | -                               | Pier Paolo Bianchi (Morbidelli) | Walter Villa (Harley-Davidson)    | Takazumi Katayama (Yamaha)     | Johnny Cecotto (Yamaha)      | -                                | Resoconto |
| 1978 | Imatra   | -                               | Ángel Nieto (Minarelli)         | Kork Ballington (Kawasaki)        | Kork Ballington (Kawasaki)     | Wil Hartog (Suzuki)          | -                                | Resoconto |
| 1979 | Imatra   | -                               | Ricardo Tormo (Bultaco)         | Kork Ballington (Kawasaki)        | Gregg Hansford (Kawasaki)      | Boet van Dulmen (Suzuki)     | -                                | Resoconto |
| 1980 | Imatra   | -                               | Ángel Nieto (Minarelli)         | Kork Ballington (Kawasaki)        | -                              | Wil Hartog (Suzuki)          | Taylor-Johansson (Windle-Yamaha) | Resoconto |
| 1981 | Imatra   | -                               | Ángel Nieto (Minarelli)         | Anton Mang (Kawasaki)             | -                              | Marco Lucchinelli (Suzuki)   | Biland-Waltisperg (LCR-Yamaha)   | Resoconto |
| 1982 | Imatra   | -                               | Ivan Palazzese (MBA)            | Christian Sarron (Yamaha)         | Anton Mang (Kawasaki)          | -                            | Biland-Waltisperg (LCR-Yamaha)   | Resoconto |